# The Legend of Zelda: Symphony of the Goddesses
The Legend of Zelda: Symphony of the Goddesses fue una gira musical de 2012, 2013, 2015, 2016 y 2017 que presentaba la música orquestada en concierto de los videojuegos de la serie The Legend of Zelda, creada por Nintendo. Los conciertos son producidos por Jeron Moore, Jason Michael Paul Productions y Nintendo. La producción se ha presentado en diferentes ciudades alrededor del mundo. La última gira se realizó en 2017 y al parecer la licencia de Nintendo con JMP Productions ya no se renovará. 

## Producción
La producción estuvo a cargo Jeron Moore, contando con la producción ejecutiva de Jason Michael Paul Productions y Nintendo. Cuenta con la dirección musical de la directora de orquesta y compositora irlandesa Eímear Noone, y con arreglos del compositor y músico estadounidense Chad Seiter. La música fue una selección de canciones compuestas por el músico y compositor japonés Kōji Kondō, y pertenecientes a diferentes títulos de la saga The Legend of Zelda. Otros directores fueron parte de este espectáculo como Susie Seiter, Amy Andersson, Kevin Zakresky y Kelly Corcoran.

## Programa

### Original

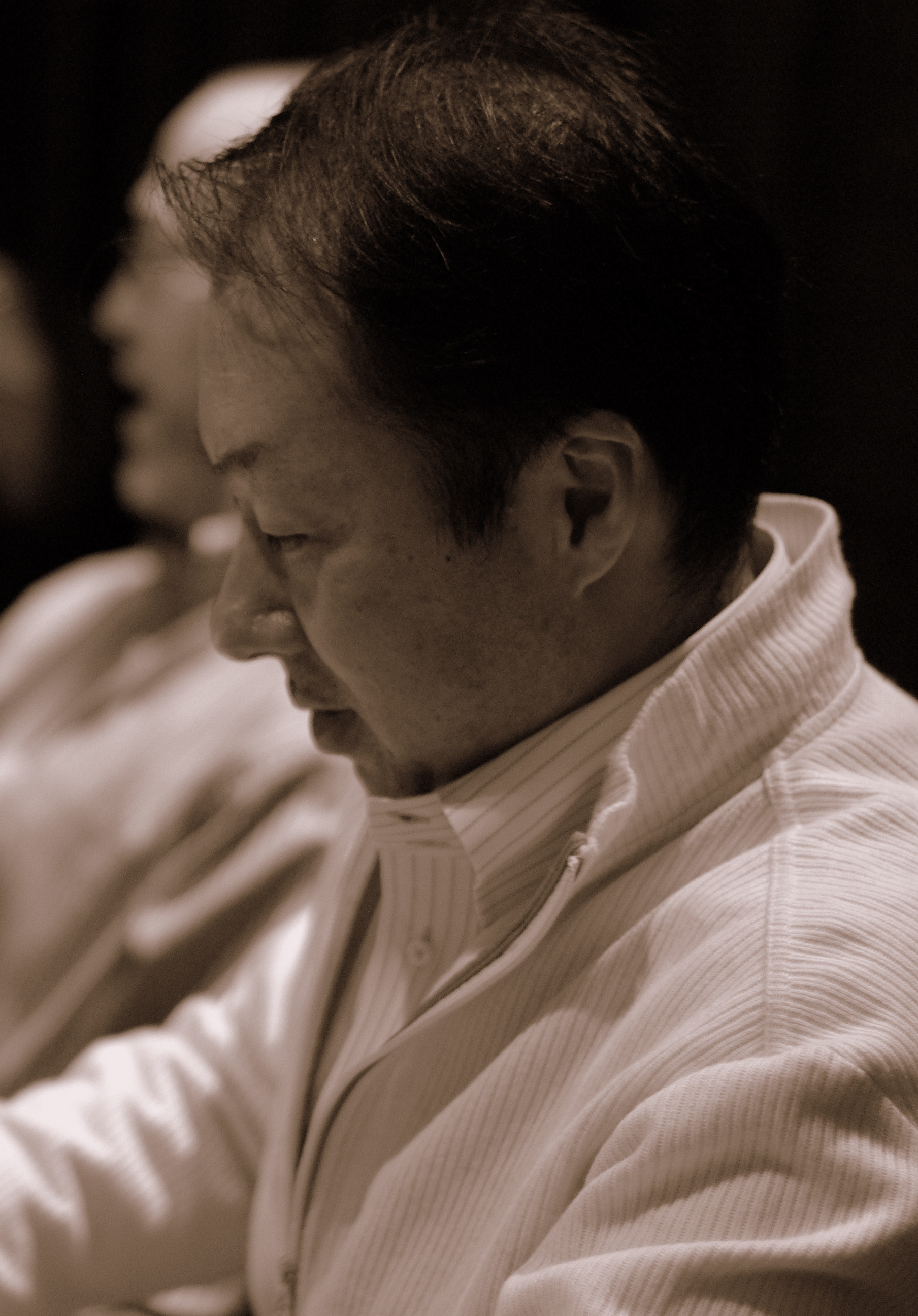
Kōji Kondō, compositor de la música de The Legend of Zelda

Repertorio interpretado en el primer concierto realizado en la ciudad de Dallas.
- Overture

Prelude: The Creation of Hyrule
- Movement I: Ocarina of Time
- Movement II: The Wind Waker

- Great Fairy's Fountain

- Movement III: Twilight Princess
- Movement IV: A Link to the Past

- Gerudo Valley
- Ballad of the Wind Fish

### Extendido
Act I
- Overture

~Interludes~
- Dungeons of Hyrule
- Kakariko Village - Hope and Calm
- Songs of the Hero

~The Symphony~
- Prelude - The Creation of Hyrule
- Movement I - Ocarina of Time
- Movement II - The Wind Waker

Act II
- Intermezzo - Great Fairy's Fountain

- Movement III - Twilight Princess
- Movement IV - A Link To The Past
- Finale

### Second Quest
Act I
- Overture
- Link's Awakening
- Spirit Tracks
- Prelude ~ The Creation of Hyrule
- Movement I ~ Ocarina of Time
- Movement II ~ The Wind Waker

Act II
- Gerudo Valley
- Movement III ~ Twilight Princess
- Movement IV ~ Time of the Falling Rain (A Link To The Past)

Encore
- Majora's Mask
- Dragon Roost Island
- Ballad of the Goddess

### Master Quest (2015)
Act I
- Overture
- Gerudo Valley
- Boss Battle Medley
- Suite from Majora's Mask
- A Link Between Worlds
- Prelude ~ The Creation of Hyrule
- Movement I ~ Ocarina of Time
- Movement II ~ The Wind Waker

Act II
- Intermezzo ~ Great Fairy's Fountain
- Movement III ~ Twilight Princess
- Movement IV ~ Time of the Falling Rain (A Link To The Past)
- Finale

## Presentaciones

### Primera gira
La primera gira se realizó en el 2012 presentándose en diversas ciudades de Estados Unidos, así como en Canadá.
| Fecha            | Ciudad          | País           | Recinto                             | Orquesta                  |
| ---------------- | --------------- | -------------- | ----------------------------------- | ------------------------- |
| 10 de enero      | Dallas          | Estados Unidos | Meyerson Symphony Center            | Dallas Symphony Orchestra |
| 14 de marzo      | Vancouver       | Canadá         | Orpheum Theatre                     |                           |
| 26 de marzo      | Seattle         | Estados Unidos | Benaroya Hall                       |                           |
| 28 de marzo      | San Francisco   | Estados Unidos | Davies Symphony Hall                |                           |
| 7 de abril       | Denver          | Estados Unidos | Boettcher Hall                      |                           |
| 20 de abril      | Phoenix         | Estados Unidos | Orpheum Theatre                     |                           |
| 21 de abril      | Phoenix         | Estados Unidos | Orpheum Theatre                     |                           |
| 12 de mayo       | Atlanta         | Estados Unidos | Cobb Energy Performing Arts Centre  |                           |
| 31 de mayo       | Montreal        | Canadá         | Salle Wilfrid-Pelletier             |                           |
| 6 de junio       | Los Ángeles     | Estados Unidos | Greek Theatre                       |                           |
| 22 de junio      | Austin          | Estados Unidos | Long Center for the Performing Arts |                           |
| 6 de julio       | Houston         | Estados Unidos | Jones Hall                          |                           |
| 7 de julio       | Houston         | Estados Unidos | Jones Hall                          |                           |
| 12 de julio      | San Diego       | Estados Unidos | Embarcadero Marina Park South       |                           |
| 14 de julio      | Orlando         | Estados Unidos | Bob Carr Performing Arts Centre     |                           |
| 25 de julio      | Filadelfia      | Estados Unidos | The Mann Center                     |                           |
| 26 de julio      | Vienna          | Estados Unidos | Filene Center at Wolf Trap          |                           |
| 15 de septiembre | Toronto         | Canadá         | Sony Centre                         |                           |
| 22 de septiembre | Minneapolis     | Estados Unidos | Orpheum Theatre                     |                           |
| 18 de octubre    | Boston          | Estados Unidos | The Wang Theater                    |                           |
| 25 de octubre    | Chicago         | Estados Unidos | The Chicago Theatre                 |                           |
| 28 de noviembre  | Nueva York      | Estados Unidos | The Theater en el MSG               |                           |
| 8 de diciembre   | West Palm Beach | Estados Unidos | Kravis Center                       |                           |
| 9 de diciembre   | Miami           | Estados Unidos | Arsht Center                        |                           |
| 14 de diciembre  | San José        | Estados Unidos | San Jose Civic                      |                           |
| 26 de enero      | Milwaukee       | Estados Unidos | Riverside Theater                   |                           |

### Segunda gira
La segunda gira realizada, conocida como Second Quest, fue presentada durante el 2013 en distintas ciudades del mundo.
| Fecha            | Ciudad           | País           | Recinto                           | Orquesta                           |
| ---------------- | ---------------- | -------------- | --------------------------------- | ---------------------------------- |
| 1-2 de febrero   | Sídney           | Australia      | Sydney Opera House                | Sydney Symphony Orchestra          |
| 16 de marzo      | Portland         | Oregón         | Arlene Schnitzer Concert Hall     | Oregon Symphony                    |
| 23 de mayo       | Londres          | Reino Unido    | Hammersmith Apollo                | Royal Philharmonic Orchestra       |
| 25 de mayo       | París            | Francia        | Le Palais des Congrès             | Star Pop Orchestra                 |
| 28 de mayo       | Berlín           | Alemania       | Tempodrom                         | Deutsches Filmorchester Babelsberg |
| 25 de julio      | Filadelfia       | Estados Unidos | The Mann Center                   |                                    |
| 27 de julio      | Baltimore        | Estados Unidos | Meyerhoff Symphony Hall           |                                    |
| 9 de agosto      | Newark           | Estados Unidos | New Jersey Performing Arts Center |                                    |
| 10 de agosto     | Newark           | Estados Unidos | New Jersey Performing Arts Center |                                    |
| 3 de septiembre  | Ciudad de México | México         | Auditorio Nacional                | Orquesta Sinfónica Nacional        |
| 7 de septiembre  | Toronto          | Canadá         | Sony Performing Arts Center       |                                    |
| 12 de septiembre | Seattle          | Estados Unidos | Benaroya Hall                     |                                    |
| 19 de octubre    | Grand Rapids     | Estados Unidos | Devos Hall                        |                                    |
| 1 de diciembre   | Monterrey        | México         | Arena Monterrey                   |                                    |
| 5 de diciembre   | Guadalajara      | México         | Auditorio Telmex                  | Orquesta Filarmónica de Jalisco    |
| 9 de diciembre   | Ciudad de México | México         | Auditorio Nacional                |                                    |
| 14 de diciembre  | San José         | Estados Unidos | San Jose Civic                    |                                    |

### Tercera Gira
La tercera gira realizada, conocida como Master Quest, actualmente es presentada durante el 2015 en distintas ciudades del mundo. Jason Michael Paul confirmó que hay una posibilidad para escuchar en el futuro música del juego de Zelda para Nintendo Wii U, pero no es algo para lo que Nintendo le haya contactado todavía".
Las fechas confirmadas en España son:
28 de octubre de 2016: Barcelona, Auditori Forum
29 de octubre de 2016: Madrid, Palacio de Vista Alegre
30 de octubre - Bilbao, Teatro Euskalduna

### Fin de la producción
Amy Andersson, directora musical del espectáculo en 2015 y 2016, dio a conocer en declaraciones de Twitter, el fin de la licencia de Zelda con Jason Michael Paul Productions. En una parte del mensaje se comentó que los sitios oficiales de Zelda Symphony habían sido desactivados por parte de Nintendo, dando como terminada esta producción sinfónica.